# Lampropeltis calligaster
Lampropeltis calligaster là một loài rắn trong họ Rắn nước. Loài này được Harlan mô tả khoa học đầu tiên năm 1827.

## Hình ảnh

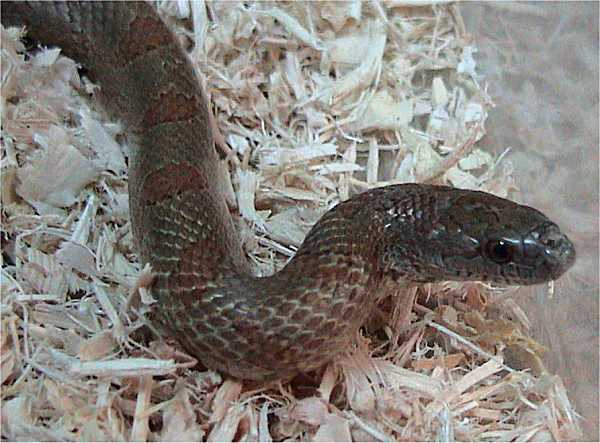